# Coon (Town, Vernon County)
Die Town of Coon ist eine von 21 Towns im Vernon County im US-amerikanischen Bundesstaat Wisconsin. Im Jahr 2010 hatte die Town of Coon 728 Einwohner.
Town hat in Wisconsin eine grundlegend andere Bedeutung, als im übrigen englischsprachigen Bereich. Vielmehr entspricht sie den in den anderen US-Bundesstaaten üblichen Townships, die nach dem County die nächstkleinere Verwaltungseinheit bilden.

## Geografie
Die Town of Coon liegt im Südwesten Wisconsins. Der am Mississippi liegende Schnittpunkt der drei Bundesstaaten Wisconsin, Iowa und Minnesota liegt rund 50 km südwestlich. Der Coon Creek, ein linker Nebenfluss des Mississippi, durchfließt den Nordwesten der Town.
Die Town of Coon liegt in der Driftless Area genannten eiszeitlich geformten Region, die sich über das südöstliche Minnesota, das südwestliche Wisconsin, das nordöstliche Iowa und das äußerste nordwestliche Illinois erstreckt. Bei der letzten Eiszeit, der so genannten Wisconsin Glaciation, blieb die Region eisfrei, sodass sich die Flusstäler auch während dieser Zeit tiefer in das Plateau einschneiden konnten.
Die geografischen Koordinaten des Zentrums der Town of Coon sind 43°40′51″ nördlicher Breite und 90°58′18″ westlicher Länge. Sie erstreckt sich über eine Fläche von 90,3 km². Im Nordwesten der Town of Coon umschließt diese die selbstständige Gemeinde Coon Valley, ohne dass diese der Town angehört.
Die Town of Coon liegt im Norden des Vernon County und grenzt an folgende Nachbartowns:
| Town of Greenfield (La Crosse County) | Town of Washington (La Crosse County)       | Town of Portland (Monroe County) |
| Town of Hamburg                       | Kompassrose, die auf Nachbargemeinden zeigt | Town of Christiana               |
| Town of Harmony                       | Town of Jefferson                           | Town of Viroqua                  |

## Verkehr
Auf einem gemeinsamen Streckenabschnitt verlaufen die US-Highways 14 und 61 in Nordwest-Südost-Richtung durch die Town of Coon. Im Nordwesten der Town zweigt der Wisconsin State Highway 162 nach Norden ab. Daneben verlaufen noch die County Highways B, GG, KK und P durch die Town. Alle weiteren Straßen sind untergeordnete Landstraßen sowie teils unbefestigte Fahrwege.
Die nächsten Flughäfen sind der La Crosse Regional Airport (rund 40 km nordwestlich), der Rochester International Airport in Rochester, Minnesota (rund 150 km westnordwestlich) und der Dane County Regional Airport in Wisconsins Hauptstadt Madison (rund 180 km ostsüdöstlich).

## Bevölkerung
Nach der Volkszählung im Jahr 2010 lebten in der Town of Coon 728 Menschen in 285 Haushalten. Die Bevölkerungsdichte betrug 8,1 Einwohner pro Quadratkilometer. In den 285 Haushalten lebten statistisch je 2,55 Personen. 
Ethnisch betrachtet bestand die Bevölkerung mit drei Ausnahmen nur aus Weißen.  
23,1 Prozent der Bevölkerung waren unter 18 Jahre alt, 59,9 Prozent waren zwischen 18 und 64 und 17,0 Prozent waren 65 Jahre oder älter. 47,7 Prozent der Bevölkerung war weiblich.
Das mittlere jährliche Einkommen eines Haushalts lag bei 42.500 USD. Das Pro-Kopf-Einkommen betrug 26.406 USD. 10,3 Prozent der Einwohner lebten unterhalb der Armutsgrenze.

## Ortschaften in der Town of Coon
Neben Streubesiedlung existieren in der Town of Coon keine weiteren Siedlungen.